# Shin Megami Tensei V
Shin Megami Tensei V es un videojuego de rol por turnos desarrollado y publicado por Atlus originalmente para Nintendo Switch. Es parte de la serie Shin Megami Tensei, la serie central de la franquicia Megami Tensei. Fue producido por Kazuyuki Yamai, director de Shin Megami Tensei IV, y se diseño como un híbrido entre Shin Megami Tensei III: Nocturne y Shin Megami Tensei IV, presentando mecánicas de juego que aparecían en juegos anteriores cómo la evolución y fusión de demonios.
Shin Megami Tensei V recibió críticas generalmente positivas por parte de la crítica. En abril de 2022, el juego había vendido más de un millón de copias. Se lanzó una versión mejorada del juego llamada Shin Megami Tensei V: Vengeance el 14 de junio de 2024 para Nintendo Switch, PlayStation 4, PlayStation 5, Xbox One, Xbox Series X/S y Windows.

## Sinopsis

### Ambientación
Shin Megami Tensei V es un videojuego de rol que está ambientado en el Tokio actual y el Inframundo.Presenta elementos y mecánicas de juego que regresan de títulos anteriores de Shin Megami Tensei, como la capacidad de fusionar demonios, en adición a otras novedades.

### Trama
El protagonista, un estudiante de secundaria normal y corriente, y sus amigos de la escuela Yuzuru Atsuta e Ichiro Dazai se ven atrapados en un misterioso terremoto y transportados a Da'at; una versión apocalíptica alternativa de Tokio en medio de una batalla todopoderosa entre ángeles y demonios. Mientras viaja por este mundo, pronto se ve invadido por los demonios y casi es asesinado, sólo para ser salvado por un ser parecido a un dios, Aogami. Juntos, se fusionan en un Nahobino, un ser prohibido que no es ni humano ni demonio, sino más bien una deidad. El protagonista atraviesa Da'at, se enfrenta a un hombre llamado Shohei Yakumo y a su compañero demonio Nuwa, y descubre una terminal que les devuelve a él y a sus amigos a Tokio. Allí se entera de que Yuzuru y su compañero de clase Tao Isonokami son en realidad agentes de una organización internacional clandestina llamada Bethel, cuyo objetivo es mantener a la humanidad al margen de la guerra entre ángeles y demonios. Ichiro se ofrece voluntario para unirse a Bethel, mientras que el protagonista es reclutado debido a sus nuevos poderes como Nahobino.
Dos días después, los demonios de Da'at invaden el instituto del protagonista y secuestran a varios de los estudiantes. El protagonista y sus amigos lanzan una misión de rescate, durante la cual los problemas de autoestima de Ichiro le llevan a prendarse del líder angelical de Bethel, Abdiel. El protagonista rescata a la mayoría de los estudiantes secuestrados, pero Tao se sacrifica para derrotar a Lahmu, el comandante de los demonios que estaba buscando (y manipulando) a un humano con el que fusionarse para poder convertirse en un Nahobino. Como consecuencia, el líder de Bethel Japón, Hayao Koshimizu, ordena al protagonista y a sus amigos que se unan a un asedio de Bethel a la fortaleza de los demonios, desafiando las órdenes de Abdiel. El protagonista se abre paso a través del castillo y mata al líder de los demonios, Arioch.
Después, se revela que el dios creador ha muerto y que un nahobino debe ocupar su trono. Con su enemigo común muerto, las distintas facciones de Bethel se escinden con la esperanza de tomar para sí el trono del Creador. Koshimizu revela que su verdadera identidad es Tsukuyomi, líder de los Amatsukami, y que desea devolver al mundo el gobierno de los antiguos dioses; Yuzuru se une a él en esta empresa. Ichiro convence a Abdiel para que se una a él en la restauración de la voluntad de Dios en el mundo, mientras que Shohei y Nuwa declaran su intención de destruir directamente el trono del Creador y dejar el destino de la humanidad en sus propias manos. El protagonista, acompañado por un Tao reencarnado, se dirige al Templo de la Eternidad y puede ponerse del lado de cualquiera de las tres facciones enfrentadas. En todos los casos, los demás candidatos al trono son asesinados y el protagonista se enfrenta a Lucifer, el asesino de Dios, en una batalla final (a menos que elija destruir el trono). Tras derrotarlo, el protagonista puede remodelar el mundo a su antojo.
- Si el protagonista opta por mantener el orden de Dios, sacrifica la libertad y la autodeterminación de la humanidad para crear un mundo de paz y armonía.
- Si el protagonista opta por restaurar a los antiguos dioses, crea un mundo de libertad y potencial plagado de luchas y conflictos.
- Si el protagonista elige destruir el trono, los conflictos que asolan a la humanidad y a los demonios continúan, aunque la victoria de la humanidad es inevitable.
- Además, si el protagonista ha completado varias misiones secundarias opcionales y se ha puesto inicialmente del lado de Shohei, puede aceptar la propuesta alternativa de Nuwa de crear un mundo sólo para la humanidad. El protagonista elimina a todos los demonios y dioses del mundo, incluido Aogami, y devuelve la vida a sus amigos antes de supervisar su nueva creación desde la distancia.

## Desarrollo
Shin Megami Tensei V fue desarrollado por Atlus y producido por Kazuyuki Yamai,quien anteriormente dirigió Shin Megami Tensei IV.Uno de los objetivos del equipo de desarrollo del juego es representar y simpatizar con los problemas modernos, como el desempleo, la inquietud por la jubilación, el terrorismo y las armas nucleares, y los problemas domésticos. El juego se desarrolla como un híbrido entre el "profundo encanto" de Shin Megami Tensei III: Nocturne y la jugabilidad y mecánicas con demonios de Shin Megami Tensei IV.

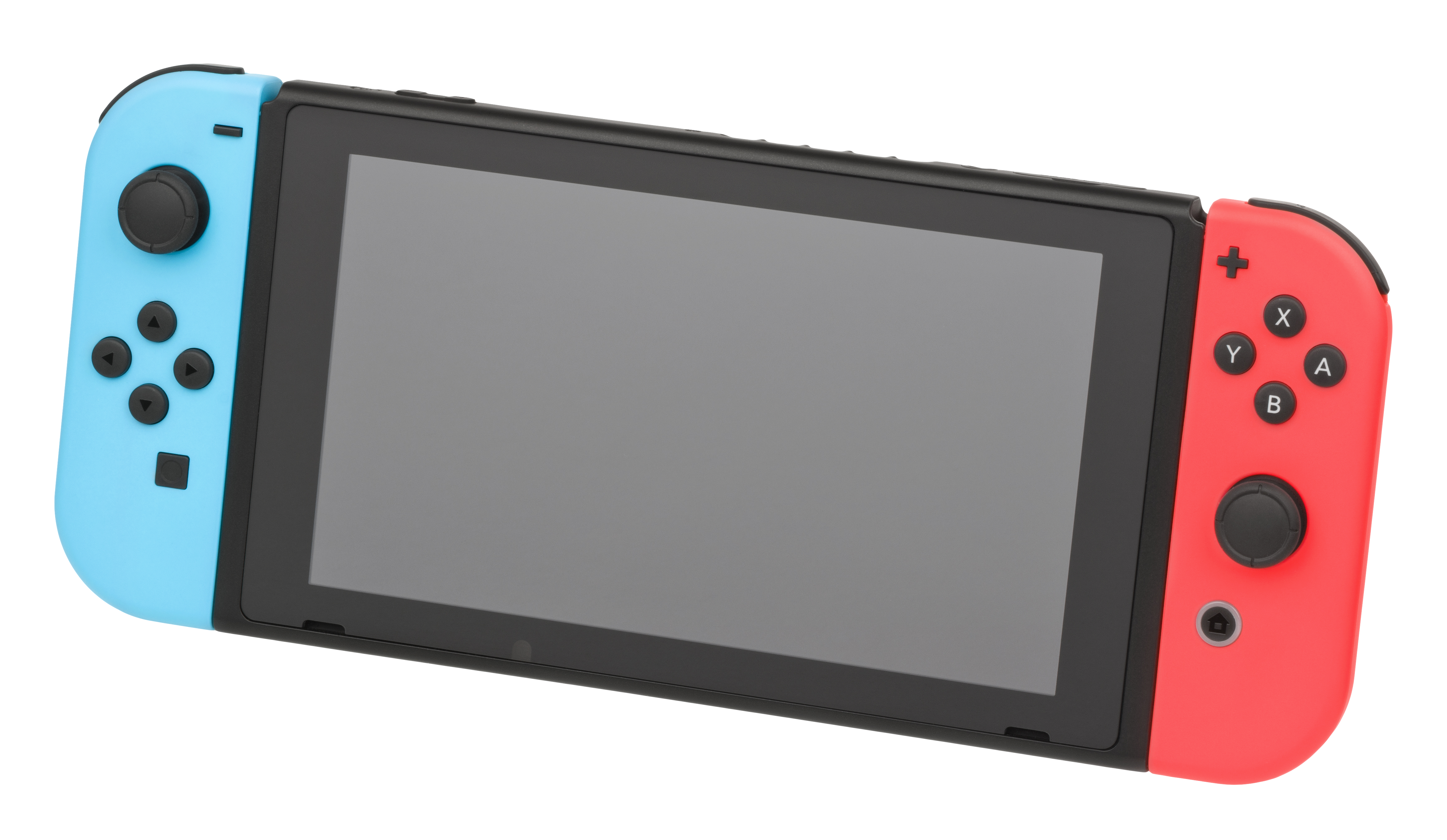
Se eligió a la Nintendo Switch por su portabilidad y su capacidad para gráficos de alta definición.

El juego se desarrolló utilizando el motor de juego Unreal Engine 4 de Epic Games,siendo usado primera vez en Atlus; Según Kazuyuki Yamai, pasar a Unreal Engine 4 cambió la forma en que ellos crean videojuegos, ya que la capacidad de crear algo y verlo inmediatamente dentro del juego les permite dedicar más tiempo a etapas de prueba y error y a generar ideas con ello. La decisión de desarrollar el juego para Nintendo Switch se tomó porque a Yamai le gustaba su portabilidad combinada con su capacidad para gráficos de alta definición, aunque hubo algunos desafíos involucrados ya que Shin Megami Tensei V fue la primera vez que Atlus desarrolló para la plataforma.La mayor capacidad de hardware de Nintendo Switch hizo que los demonios del juego tardaran aproximadamente tres veces más en desarrollarse en comparación con anteriores juegos de Shin Megami Tensei.
El juego se reveló en enero de 2017 como parte de la presentación de la consola Nintendo Switch de parte de Nintendo, en forma de un avance que muestra un edificio de oficinas destruido y varios demonios.En el momento del anuncio, el desarrollo acababa de comenzar y el juego se presentó como Shin Megami Tensei: Brand New Title; el título de Shin Megami Tensei V se anunció en octubre del mismo año, coincidiendo con el 25 aniversario del Shin Megami Tensei original,junto con un nuevo tráiler que muestra una estación de tren de Tokio moderna. y una escena urbana posapocalíptica.En este punto, Yamai describió que el desarrollo ni siquiera estaba lo suficientemente avanzado como para que Atlus pudiera anunciar que el juego sería lanzado "próximamente".En febrero de 2018, describió que el proyecto había entrado en "desarrollo a gran escala", con más y más personal de Atlus uniéndose a la producción.Aunque Atlus USA inicialmente no sabía si lograrían localizar el juego para el mercado occidental, aun así enviaron un comunicado de prensa sobre el anuncio del juego en enero de 2017; se anunció un lanzamiento internacional en noviembre de 2017. En respuesta a las preocupaciones sobre el progreso del desarrollo tras la falta de actualizaciones de estado, Atlus reafirmó en 2019 que el juego seguía en desarrollo activo.

## Lanzamiento
Shin Megami Tensei V se lanzó en Japón el 11 de noviembre de 2021, antes de debutar en el resto del mundo al día siguiente. Es el primer título de Atlus y Megami Tensei que recibe un lanzamiento simultáneo a nivel mundial.El juego fue publicado por Atlus en Japón, mientras que la empresa matriz Sega publicó el juego en Norteamérica mientras que Nintendo lo hizo en Europa. Además de la edición estándar del juego, se distribuyó una edición steelbook disponible para quienes reservaron o compraron el juego durante la semana de lanzamiento, además de la "Fall of Man Premium Edition", que Incluyó el juego en un empaque especializado, una bandolera, un manual que narra todos los demonios que se encuentran en el juego, una camiseta inspirada en el atuendo escolar del protagonista principal y la banda sonora del juego en dos CD.
El 21 de febrero de 2024 se anunció una versión mejorada, Shin Megami Tensei V: Vengeance. Esta fue lanzada el 14 de junio de 2024 para Nintendo Switch, y por primera vez en las plataformas PlayStation 4, PlayStation 5, Xbox One, Xbox Series X/S y Windows.

## Recepción
Shin Megami Tensei V recibió "críticas generalmente favorables" según el sitio de reseñas y críticas Metacritic. 
Polygon elogió la escala del mundo y la historia del juego, afirmando que "a pesar de los problemas de rendimiento, las áreas más grandes y el nuevo motor permiten que algunas criaturas sean realmente impresionantes y aterradoras". A Leana Hafer de IGN le gustó el sistema de esencias, sintiendo que era "posible crear equipos absurdamente poderosos y especializados que pueden enfrentarse a casi cualquier reto". GameSpot disfrutó con la tensión de las acciones del juego: "Cada acción en SMTV tiene su peso, y eso es lo que hace que el juego sea tan divertido y atractivo". Game Informer dijo: "Shin Megami Tensei V realiza mejoras inteligentes en su ya sólido núcleo, creando un viaje entretenido y gratificante". 
George Yang, de Bloody Disgusting, valoró positivamente el juego, alabando su modernidad y la ambientación de Tokio, además de calificarlo como uno de los mejores JRPG del año.A Destructoid le gustó el sistema de viaje rápido, ya que permitía a los jugadores teletransportarse antes de un jefe o moverse entre biomas con facilidad.VG247 consideró que las mejoras realizadas en la negociación con demonios ayudaron a que esta mecánica fuera más comprensible para el jugador, y el crítico afirmó que "el tono de tus respuestas al iniciar conversaciones con un demonio realmente importa, y rápidamente te familiarizarás con algunos de los rasgos de personalidad más comunes de los demonios". Andrew Stretch de TechRaptor le dio al juego una calificación muy positiva y resumió su reseña diciendo: "Shin Megami Tensei V entiende sus raíces en el combate RPG, las amistades demoníacas y las tramas sobre cómo derribar dioses. Esta nueva entrega aprovecha las ventajas de la nueva generación de consolas de Nintendo y mejora enormemente el aspecto, la sensación y la exploración del mundo".
Donald Theriault de Nintendo World Report elogió el cambio a entornos de mundo abierto, escribiendo que "cada centímetro cuadrado del Tokio completamente bombardeado tiene lugares que explorar.

### Ventas
El juego debutó como el videojuego físico más vendido de la semana en Japón, con unas 143.247 copias vendidas. Permaneció en el top 10 otras dos semanas y llegó a vender un total de 184.388 copias físicas en Japón antes de salir de los informes de Famitsu.En el Reino Unido, debutó como el noveno más vendidoy superó a otros lanzamientos recientes de juegos de rol japoneses en la región, incluidos Bravely Default II, Monster Hunter Stories 2: Wings of Ruin y Tales of Arise.En un mensaje de Año Nuevo publicado por Famitsu, Atlus anunció que el juego había vendido la cifra de 800.000 copias.En abril de 2022, Atlus anunció que el juego había superado la cifra de más de un millón de copias en todo el mundo.A la fecha del 31 de diciembre de 2022, el juego vendió 1,1 millones de copias.

### Reconocimientos
Shin Megami Tensei V fue nominado a la categoría de Mejor Juego de Rol en los The Game Awards 2021,así como a Juego de Rol del Año en la 25a edición anual de los DICE Awards,pero perdió ante los títulos Tales of Arise y Final Fantasy XIV: Endwalker, respectivamente.